# کوک فیثاغورثی

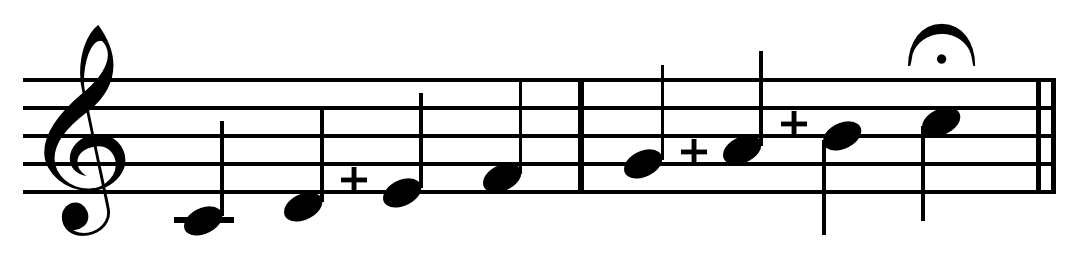
یک توالی فاصله‌های پنجم می‌تواند هفت نت تولید کند: گام بزرگ دیاتونیک دو با کوک فیثاغورثی پخش
^{راهنما·اطلاعات}.

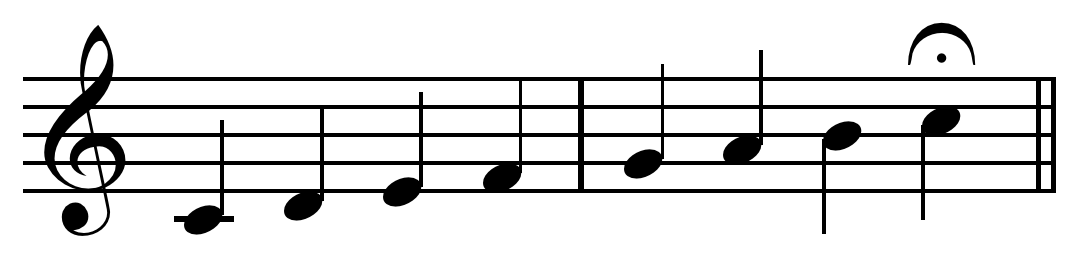
گام دیاتونیک دو بر اساس اعتدال مساوی پخش
^{راهنما·اطلاعات} و نظام کوک خالص پخش
^{راهنما·اطلاعات}

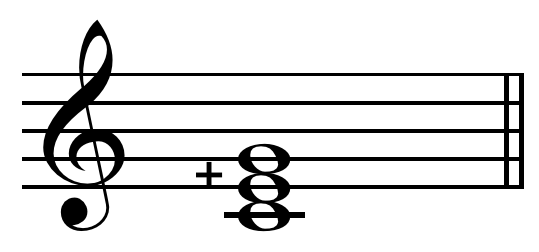
آکورد دو بزرگ با کوک فیثاغورثی پخش
^{راهنما·اطلاعات}، کوک اعتدال مساوی پخش
^{راهنما·اطلاعات}، و نظام کوک خالص پخش
^{راهنما·اطلاعات}

مقایسه فواصل در اعتدال مساوی (سیاه) و کوک فیثاغورثی (سبز) با نشان دادن رابطه بین نسبت بسامد فواصل بر حسب سنت.

کوک فیثاغورثی یک روش کوک کردن سازها است که از نوع کوک دیاتونیک معمولی است. وجه مشخصهٔ کوک فیثاغورثی آن است که در آن نت‌ها با استفاده از رساندن نسبت بسامد در فاصلهٔ پنجم درست (نسبت ۳:۲ یا ۷۰۲ سنت) به توان اعداد طبیعی متوالی به دست می‌آیند.
بیشتر نویسندگان معاصر تئوری موسیقی، این روش کوک کردن را به فیثاغورث (فیلسوف یونانی قرن ششم پیش از میلاد) منتسب می‌کنند. با این حال فیلسوف‌های دیگری همچون بوئتیوس و اراتوستن نیز روی تناسب‌های مشابهی برای کوک‌کردن سازها کار کرده بودند. کوک فیثاغورثی در دوران رنسانس و تا ابتدای قرن شانزدهم روشی رایج برای کوک‌کردن سازها بود. این روش «بابت خالص بودن فواصل پنجم ایده‌آل بود، اما فواصل سوم بزرگ در آن چنان ناهماهنگ بودند که آکوردها را ناخوشایند می‌کردند.»

## روش
کوک فیثاغورثی بر مبنای روی هم گذاشتن فواصل پنجم درست تعریف می‌شود که در آن نسبت بسامد نت‌ها در هر فاصلهٔ پنجم ۳:۲ است (ساده‌ترین کسر اعداد طبیعی بعد از ۲:۱). برای نمونه، اگر از نت ر شروع کنیم، با شش بار حرکت به سمت بالا به اندازهٔ فاصلهٔ پنجم درست، و پنج بار حرکت به سمت پایین از سوی دیگر، جمعاً یازده نت دیگر به دست می‌آید که به همراه «ر» مجموعه‌ای کامل از تمام دوازده نت گام کروماتیک را می‌سازند:
می بمل – سی بمل – فا – دو – سل – ر – لا – می – سی – فا دیز – دو دیز – سل دیز

این توالی یازده نسبت ۳:۲ تمام بازهٔ بسامد یک پیانو (که دارای ۷۷ کلید است) را پوشش می‌دهد. از آنجا که نت‌هایی که نسبت بسامدشان ۲:۱ باشد همنام هستند (چون با فاصلهٔ یک اکتاو از هم قرار دارند)، می‌توان با استفاده از همین یازده نت بسامد تمام نت‌های یک پیانو را محاسبه کرد.
مشکل کوک فیثاغورثی آن است که هیچ تعداد تکراری از فواصل ۳:۲ منجر به فاصله‌ای که مضربی از نسبت ۲:۱ باشد نمی‌شود. برای مثال، اگر توالی بالا را از سمت بمتر یک قدم بیشتر ادامه بدهیم نت که به دست می‌آید لا بمل خواهد بود، اما فرکانس این نت (که هم‌نوا با نت سل دیز در انتهای توالی است) در مقایسه با نت سل دیز به صورت توانی از نسبت ۲:۱ قابل محاسبه نیست.
لا بمل - می بمل – سی بمل – فا – دو – سل – ر – لا – می – سی – فا دیز – دو دیز – سل دیز
به‌طور دقیق‌تر، بین نسبت فرکانس این دو نت وقتی با استفاده از دایره پنجم‌ها محاسبه شوند با حالتی که با استفاده از نسبت ۲:۱ محاسبه شوند، به اندازهٔ حدوداً یک چهارم یک نیم‌پرده فاصله وجود دارد؛ به این فاصله کمای فیثاغورثی می‌گویند. در جدول پایین فرمول محاسبهٔ هر کدام از نت‌ها با روش کوک فیثاغورثی آمده‌است. نسبت‌های ۳:۲ و ۲:۳ به ترتیب نشان‌دهندهٔ بالا رفتن یا پایین آمدن به اندازهٔ یک فاصلهٔ پنجم درست هستند. نسبت‌های ۲:۱ و ۱:۲ به ترتیب نشان‌دهندهٔ بالا رفتن یا پایین آمدن به اندازهٔ یک اکتاو هستند.
روش‌های نوین کوک‌کردن، نظیر اعتدال مساوی، این مشکل را با معتدل کردن فاصلهٔ پنجم به اندازه‌ای که خالص نیست حل می‌کنند.
| نت     | فاصله از نت «د» | فرمول                                                                                 | نسبت بسامد                          | اندازه (سنت) | تفاوت با اعتدال مساوی (سنت) |
| ------ | --------------- | ------------------------------------------------------------------------------------- | ----------------------------------- | ------------ | --------------------------- |
| سل بمل | پنجم کاسته      | {\displaystyle \left({\frac {2}{3}}\right)^{6}\times 2^{4}}                           | {\displaystyle {\frac {1024}{729}}} | ۵۸۸٫۲۷       | ‎-۱۱٫۷۳                      |
| ر بمل  | دوم کوچک        | {\displaystyle \left({\frac {2}{3}}\right)^{5}\times 2^{3}}                           | {\displaystyle {\frac {256}{243}}}  | ۹۰٫۲۲        | ‎-۹٫۷۸                       |
| لا بمل | ششم کوچک        | {\displaystyle \left({\frac {2}{3}}\right)^{4}\times 2^{3}}                           | {\displaystyle {\frac {128}{81}}}   | ۷۹۲٫۱۸       | ‎-۷٫۸۲                       |
| می بمل | سوم کوچک        | {\displaystyle \left({\frac {2}{3}}\right)^{3}\times 2^{2}}                           | {\displaystyle {\frac {32}{27}}}    | ۲۹۴٫۱۳       | ‎-۵٫۸۷                       |
| سی بمل | هفتم کوچک       | {\displaystyle \left({\frac {2}{3}}\right)^{2}\times 2^{2}}                           | {\displaystyle {\frac {16}{9}}}     | ۹۹۶٫۰۹       | ‎-۳٫۹۱                       |
| فا     | چهارم درست      | {\displaystyle {\frac {2}{3}}\times 2}                                                | {\displaystyle {\frac {4}{3}}}      | ۴۹۸٫۰۴       | ‎-۱٫۹۶                       |
| دو     | هم‌صدا           | {\displaystyle {\frac {1}{1}}}                                                        | {\displaystyle {\frac {1}{1}}}      | صفر          | صفر                         |
| سل     | پنجم درست       | {\displaystyle {\frac {3}{2}}}                                                        | {\displaystyle {\frac {3}{2}}}      | ۷۰۱٫۹۶       | ۱٫۹۶                        |
| ر      | دوم بزرگ        | {\displaystyle \left({\frac {3}{2}}\right)^{2}\times {\frac {1}{2}}}                  | {\displaystyle {\frac {9}{8}}}      | ۲۰۳٫۹۱       | ۳٫۹۱                        |
| لا     | ششم بزرگ        | {\displaystyle \left({\frac {3}{2}}\right)^{3}\times {\frac {1}{2}}}                  | {\displaystyle {\frac {27}{16}}}    | ۹۰۵٫۸۷       | ۵٫۸۷                        |
| می     | سوم بزرگ        | {\displaystyle \left({\frac {3}{2}}\right)^{4}\times \left({\frac {1}{2}}\right)^{2}} | {\displaystyle {\frac {81}{64}}}    | ۴۰۷٫۸۲       | ۷٫۸۲                        |
| سی     | هفتم بزرگ       | {\displaystyle \left({\frac {3}{2}}\right)^{5}\times \left({\frac {1}{2}}\right)^{2}} | {\displaystyle {\frac {243}{128}}}  | ۱۱۰۹٫۷۸      | ۹٫۷۸                        |
| فا دیز | چهارم افزوده    | {\displaystyle \left({\frac {3}{2}}\right)^{6}\times \left({\frac {1}{2}}\right)^{3}} | {\displaystyle {\frac {729}{512}}}  | ۶۱۱٫۷۳       | ۱۱٫۷۳                       |